# Crotale
«Крота́ль» (фр. Crotale — гримуча змія) — французький всепогодний зенітний ракетний комплекс малої дальності, призначений для боротьби з повітряними цілями в діапазоні середніх, малих і гранично малих висот. Може використовуватися як для ППО стратегічно важливих опорних пунктів, центрів управління, стартових позицій ракет, так безпосереднього прикриття бойових порядків військ.
ЗРК Crotale розроблений французькою фірмою «Thomson-CSF/Matra», і існує у двох варіантах базування: рухомому наземному та корабельному варіанті. Прийнято на озброєння Франції, Фінляндії, Греції, Нідерландів. Комплекс із моменту створення неодноразово модернізувався.
У жовтні 2022 Франція оголосила передачу комплексів Україні. За даними французьких медіа, мова може йти про 3-4 комплекси.

## Розробка та виробництво
Розроблено у 1970-х роках.
Ракета може досягти своєї максимальної швидкості 2,3 Маха протягом двох секунд.
Ліцензійне виробництво у США
У 1970-х «Кроталь» поряд з іншими зразками європейської ВПТ, такими як франко-німецький «Роланд» та британська «Рапіра», брав участь у конкурсі на переозброєння Армії США тактичними системами ППО військ у рамках програми LOFAADS/SHORADS (Low-level forward -area air-defence system/Short-range air-defence system), що передбачала заміну у військах ЗРК «Чапарел». У 1972 році був утворений консорціум на чолі з ракетобудівним підрозділом корпорації «Роквелл» (Rockwell Missile Systems Division): виробництво бойових машин з електродвигунами, на яких мала була розміщуватися пускова установка, і машин наведення з радіолокаційними станціями підсвічування цілі, мало бути розгорнуто на заводах машинобудівного підрозділу компанії Паккар (Pacific Car and Foundry Division), який і планував налагодити серійне виробництво за ліцензією; виготовленням баштових пускових установок для бойових машин та баштових РЛС для машин наведення мали займатися підприємства електромеханічного підрозділу корпорації «Нортроп» (Northrop Electromechanical Division).Однак у конкурсі перемогли ЗРК «Роланд» і від виробництва американських ліцензійних моделей «Кроталя» було вирішено відмовитись.

## Модифікації
Комплекс існує у кількох модифікаціях:
- «Crotale» — базовий варіант,
- «Naval Crotale» — корабельний,
- «Cactus» — експортується до Чилі та Південної Африки.
- Shahine — експортується до Саудівської Аравії.
- «Crotale-NG» — найсучасніша модифікація

## Тактико-технічні характеристики

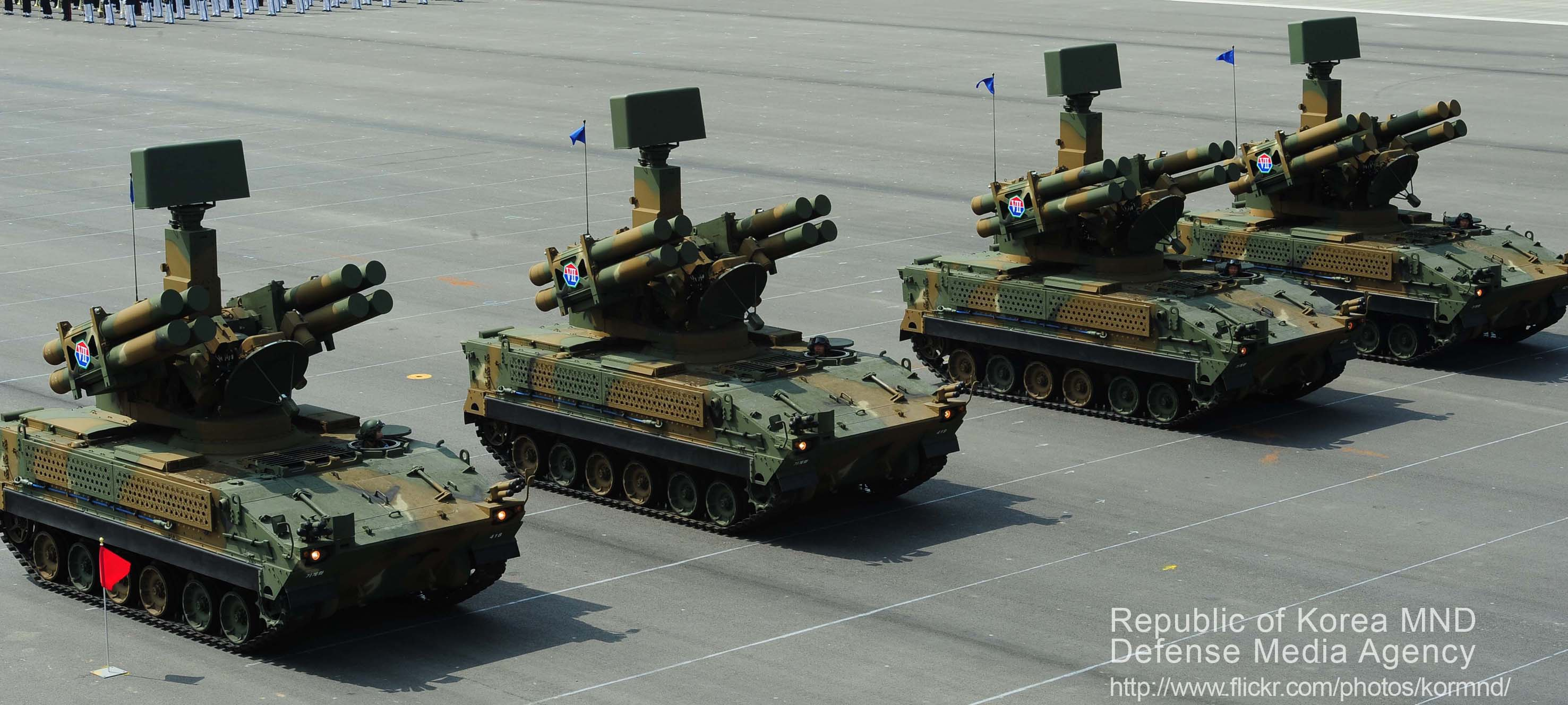
Південнокорейський варіант Chunma.

- Дальність стрільби: 500-10 000 м
- Висота ураження: до 6000 м
- Кількість ракет на ПУ: 8 шт.
- Час реакції: 5 с
- Максимальна швидкість польоту ракети: 2,6 М[4]
- Час польоту на дальність 8000 м: 10 с[5]
- Довжина: 2290 мм
- Діаметр корпусу: 165 мм
- Маса ракети: 73 кг
- Бойова частина: осколкова, спрямованої дії
- Маса бойової частини: 14 кг
- Система наведення: радіокомандна з радіолокаційною або оптичною пеленгацією
- Витримуване перевантаження : 35 g

## Платформа
На базі «Кроталь» створена універсальна багатоцільова платформа на повнопривідному шасі, під установку різних бойових модулів, реалізована в кількох варіантах виконання (цифра «4» або «6» у назві вказує на колісну формулу) і перетворює одиницю бронетехніки-носій на бойову машину піхоти, зенітний ракетний або зенітний гарматно-ракетний комплекс, машину управління вогнем батареї ракет або командно-штабну машину :

### P4R
P4R — на чотириколісному шасі Hotchkiss-Brandt. Машини всіх зазначених типів на базі P4R важили близько 12 тонн та обслуговувалися екіпажами по дві особи (водій та оператор).

### P6R
P6R — на шестиколісному шасі Thomson-CSF, розроблена спільно з компанією-виробником башт для бронетехніки SAMM (Societe d'Applications des Machines Motrices). Газотурбінний двигун потужністю 340 квт. Пропонувалася на експорт для Бундесверу.

### Модулі
- Зенітний ракетний комплекс — SICA «Shahine» R460 (P4R) або «Sirocco» (P6R). Має вдосконалену модель Shanine 2 із цифровою системою обробки інформації SHADL (SHAnine Data-Link), альтернативною РЛС наведення, модифікованою РЛС виявлення (дальність виявлення доведена до 19,5 км), а також удосконаленим інфрачервоним дистанційним підривником[6].
- Бойова машина піхоти — замість зенітних керованих ракет, оснащена бойовим модулем Sylac з 20-мм спареною автоматичною гарматою, розробленим американо-французьким консорціумом Thomson-CSF. Система управління вогнем модуля включає бортовий комп'ютер, телевізійну систему наведення і приціл з гіроскопічною стабілізацією, а також імпульсно-доплерівську станцію ближньої радіолокаційної розвідки Œil Vert (з фр. — «зелене око»), що працює в діапазоні висот від 0 до 3 км з похилою дальністю виявлення цілей до 7,5 км (по цілях типу «підлітаючий вертоліт») і 15 км (типу «літак») і дозволяє виявити цілі, що летять з радіальною швидкістю від 108 до 1080 км/год або зависають у просторі[6].

Усі перелічені вище зразки озброєння на базі «Кроталь» були розроблені наприкінці 1970-х — на початку 1980-х, тоді ж пройшли заводські випробування та пропонувалися на експорт, регулярно виступаючи як експонати на різних міжнародних виставках озброєння та військової техніки, але в серійне виробництво запущені не були через відсутність великих замовлень.

## Бойове застосування

### Російсько-українська війна
З 2022 року зенітні ракетні комплекси Crotale перебували на озброєнні підрозділів Повітряних сил ЗСУ в другому ешелоні протиповітряної оборони Києва.

## Оператори
- Саудівська Аравія: 16 систем цілевказання та 32 пускові системи, 36 систем Shahine.
- Чилі: 2 систем цілевказання та 4 пускових систем
- Єгипет: 12 систем цілевказання та 24 пускових систем (Sphinx).
- ОАЕ: 3 системи цілевказання та 9 пускових систем
- Франція, 12 одиниць Crotale NG на озброєнні в ескадрильях наземної протиповітряної оборони станом на 2018 рік[8]. Перше покоління Crotales було знято з експлуатації.
- Фінляндія, 21 одиниця Crotale NG на шасі XA-200 6x6 з 1990-х[9].
- Греція, 9 одиниць Crotale NG для ВПС на шасі XA-200 6x6 з 1998 року, 2 для ВМС.
- Лівія: 9 систем цілевказання та 27 пускових систем.
- Пакистан: 12 систем цілевказання та 24 пускових систем.
- КНР: 1 батарею було поставлено для оцінки. Зворотнім інжинірингом китайська промисловість створила систему HQ-7, яку пізніше було скопійовано Іраном.
- Південна Корея: 114 пускових систем було поставлено у 1999—2009 рр. Будувалися за участю Samsung Thales для південокорейської армії під назвою KM-SAM Chunma або Pegasus[10].
- Україна: 3 або 4 системи поставляються Францією 2022 року[11].

### Колишні
- Португалія
- ПАР: 7 систем цілевказання та 14 пускових систем, виведені з експлуатації.
- Марокко: системи поставлено 1978 року[12], виведено з експлуатації.
- Ірак: 20 систем, виведено з експлуатації з часу війни 2003 року.